# آلبنیس (فیلم)
«آلبنیس» (اسپانیایی: Albéniz‎) یک فیلم درام زندگینامه‌ای به کارگردانی لویس سزار آمادوری است که در سال ۱۹۴۷ منتشر شد. این فیلم بر اساس داستان زندگی آیزاک آلبنیس آهنگساز و نوازنده اسپانیایی ساخته شده است.